# Trost Fahrzeugteile
TROST Fahrzeugteile war eine Marke der WM SE im Handel mit Personenkraft- und Nutzfahrzeug-Teilen, Werkzeugen, Diagnose, Werkzeugausrüstungen, Werkstattkonzepten und Dienstleistungen mit Sitz in Stuttgart.

## Marke TROST
Im April 2016 erwarb die WM SE mit Sitz in Osnabrück alle Anteile der TROST SE von der Familie Trost und der Joachim Herz Stiftung. Rückwirkend zum 1. Januar 2016 wird TROST Fahrzeugteile als Marke der WM SE geführt.
Von rund 240 Standorten in 6 Ländern beliefert die Unternehmensgruppe den freien Werkstattmarkt. Im Dienstleistungsbereich ist TROST Fahrzeugteile mit einem webbasierten Teile- und Technikkatalog bzw. der Werkstattsoftware repdoc sowie  Marketing- und Werkstattkonzepten vertreten.
Im Jahr 2022 wurde die letzte Filiale der Marke TROST Fahrzeugteile auf die Marke WM Fahrzeugteile umgestellt.

## Geschichte

Historisches Logo

### Eugen Trost GmbH & Co. KG
Ernst Misol gründete 1904 in Bad Cannstatt einen der ersten Kfz-Teile-Großhandel Deutschlands. Im Jahr 1934 stieg sein Schwiegersohn Eugen Trost in das Unternehmen ein. Nach der Firmenübergabe an dessen Sohn Fritz Trost kam es zu einer Expansionsphase. Die Gründung des Gemeinschaftsunternehmens TEMOT Autoteile Trost & Völlm KG führte zu Synergien in der Sortimentspolitik. 1971 gründete Trost zusammen mit anderen Unternehmen die TEMOT Deutschland und 1994 die TEMOT International, ein Verbund aus derzeit 25 Unternehmen aus der unabhängigen Aftermarket-Ersatzteilbranche.
1996 wurde das Werkstattkonzept Autofit als Full-Service-Konzept für technische, organisatorische und kommunikative Dienstleistungen entwickelt. 2005 folgte die auf Nfz-Werkstätten ausgerichtete Marke Truckfit. 2007 wurden mit  Autoauto, AutoGo und Autonetto weitere Werkstattkonzepte vorgestellt. Durch die Übernahme der Meteor Group im April 2008 weitete Trost sein Vertriebsnetz auf Osteuropa aus.

### KSM ServiceTechnik GmbH & Co. KG
Die KSM ServiceTechnik GmbH & Co. KG entstand am 1. Januar 2000 durch den Zusammenschluss der Bosch-Großhändler Kruse (Hamburg), Schöberl (Lübeck) und Maurer (Hannover) sowie dem ehemaligen Bosch-Verkaufshaus Berlin. Ziel war die Bündelung der Großhandels- und Werkstattausrüstungsgeschäfte und die einheitliche Belieferung von Werkstätten mit Kfz-Teilen und -Zubehör. KSM-Kunden wurden außerdem die Werkstattkonzepte Bosch Car Service und 1a autoservice angeboten.

### Trost Auto Service Technik SE
Das Unternehmen entstand zum 1. April 2009 durch Fusion der beiden Unternehmen Eugen Trost GmbH & Co. KG und KSM ServiceTechnik GmbH & Co. KG. Die Familie Trost hielt einen Anteil von 60 Prozent, die Hamburger Joachim Herz Stiftung einen Anteil von 40 Prozent.
Das Unternehmen war ein Vollsortimenter, der Kfz-Markenhersteller im Portfolio hatte. TROST bot zudem Eigenmarken im Bereich Motorenöle (Masteroil), Verschleißteile (Repstar), Chemie (Mastercare) und Werkstattausrüstung (Monochrom) an.
Repdoc (Eigenschreibweise: repdoc) ist ein online-basierter Teile- und Technikkatalog und eine Werkstattsoftware von TROST. Der Teile- und Technikkatalog von Repdoc beinhaltet rund 2,5 Mio. Artikel und stellt Fahrzeug- und Ersatzteildaten sowie technische Daten wie z. B. Wartungspläne oder Rückrufe verschiedener Hersteller zur Verfügung. Die Repdoc-Werkstattsoftware unterstützt die Prozesse einer Kfz-Werkstatt, wie z. B. die Auftragsannahme oder die Überwachung des Zahlungseingangs.
Das Unternehmen betrieb drei Logistikzentren in Winsen (Luhe), Uffenheim und Nýřany (Tschechien) mit insgesamt 74.000 m². In Deutschland und Tschechien belieferte TROST seine Kunden mehrmals täglich und einmal über Nacht (Innight-Lieferung).
Für Kfz-Werkstätten bot das Unternehmen Marketing- und Serviceleistungen an. Folgende Werkstattkonzepte wurden vertrieben: Autofit, 1a autoservice, Autoauto, Bosch Car Service, AutoCrew und Truckfit. Neben Service- und Reparatur-Hotlines wurden jährlich ca. 1.200 Schulungen mit ca. 8.000 Teilnehmern durchgeführt.